# جون جوزيف هوغن
جون جوزيف هوغن (بالإنجليزية: John Joseph Hogan)‏ هو كاهن كاثوليكي أمريكي، ولد في 10 مايو 1829، وتوفي في 21 فبراير 1913.